# 公子黑肱
公子黑肱（？—前529年），芈姓，熊氏，名黑肱，字子皙，春秋时期楚国的王子，父亲楚共王。
前546年，晋楚弭兵之前，六月十六子皙到宋国，和晋国的赵武先商定谈判事宜。七月初二定盟，楚国令尹屈建到达宋国。前541年，楚国公子围，派子皙、伯州犁在雠、栎、郏等地筑城，郑国震骇。子产却认为公子围要篡位，必先除掉子皙、伯州犁，郑国不用担心。十一月初四，公子围杀楚王郏敖，在郏地杀伯州犁，右尹子干逃到晋国，子皙逃到郑国，公子围即位为楚灵王。
前529年，观从、朝吴以蔡公弃疾的名义，召回子干和子皙。子干、子皙、公子弃疾、蔓成然率军杀入郢都，杀死楚灵王的儿子太子禄和公子罢敌。子干自立为楚王，子皙为令尹，驻军余弃疾为司马。五月廿五，楚灵王自杀。公子弃疾故意让蔓成然报告子干、子皙，楚灵王已回国都，六月十七，子干、子皙因惊吓自杀，六月十八，公子弃疾即位，是为楚景平王。